# Unterseeboot U-43 (1914)
Pour les autres navires du même nom, voir Unterseeboot 43.
L'Unterseeboot U-43 est l’un des 329 sous-marins servant dans la Kaiserliche Marine pendant la Première Guerre mondiale. Il a participé à la guerre au commerce maritime lors de la Première bataille de l'Atlantique, effectuant onze patrouilles de 1915 à 1918.
L'U-43 est livré aux Alliés à Harwich le 20 novembre 1918, conformément aux exigences de l’armistice avec l’Allemagne. Il est vendu (sans les moteurs, enlevés à Chatham Dockyard) par l’Amirauté britannique à George Cohen le 3 mars 1919 pour 2400 £, et est démoli à Swansea de mai 1919 à 1922.

## Affectations
- III Flottille : de date inconnue au 11 novembre 1918.

## Commandants
- Korvettenkapitän Hellmuth Jürst[3] : du 30 avril 1915 au 16 mai 1917.
- Kapitänleutnant Waldemar Bender[4] : du 17 mai 1917 au 17 avril 1918.
- Kptlt. Johannes Kirchner[5] : du 18 avril au 11 novembre 1918.

## Navires coulés
| Date              | Nom               | Nationalité    | Tonnage | Destin.             |
| ----------------- | ----------------- | -------------- | ------- | ------------------- |
| 21 mars 1916      | Aranmore          | United Kingdom | 1050    | Coulé               |
| 24 mars 1916      | Englishman        | United Kingdom | 5257    | Coulé               |
| 26 septembre 1916 | Dania             | Norvège        | 862     | Coulé               |
| 26 septembre 1916 | Knut Hilde        | Norvège        | 1632    | Coulé               |
| 28 septembre 1916 | Rolf Jarl         | Norvège        | 1265    | Coulé               |
| 29 septembre 1916 | Knut Jarl         | Norvège        | 1070    | Coulé               |
| 29 septembre 1916 | Nesjar            | Norvège        | 1609    | Coulé               |
| 30 septembre 1916 | Fancy             | Norvège        | 1612    | Coulé               |
| 3 octobre 1916    | J. Y. Short       | United Kingdom | 2193    | Coulé               |
| 3 octobre 1916    | Tourgai           | Empire russe   | 4281    | Coulé               |
| 10 octobre 1916   | Gardepee          | United Kingdom | 1633    | Coulé               |
| 11 octobre 1916   | Bistritza         | Roumanie       | 3688    | Coulé               |
| 17 octobre 1916   | Edam              | Norvège        | 2381    | Coulé               |
| 22 janvier 1917   | Duc D’aumale      | France         | 2189    | Coulé               |
| 23 janvier 1917   | Jevington         | United Kingdom | 2747    | Coulé               |
| 23 janvier 1917   | Donstad           | Norvège        | 699     | Coulé               |
| 28 janvier 1917   | Foz Do Douro      | Portugal       | 1677    | Coulé               |
| 28 janvier 1917   | Fulton            | Norvège        | 1034    | Coulé               |
| 31 janvier 1917   | Rigel             | Norvège        | 2671    | Coulé               |
| 3 février 1917    | Hollinside        | United Kingdom | 2862    | Coulé               |
| 3 février 1917    | Songelv           | Norvège        | 2064    | Coulé               |
| 3 février 1917    | Wasdale           | Norvège        | 1856    | Coulé               |
| 4 février 1917    | Turino            | United Kingdom | 4241    | Coulé               |
| 9 février 1917    | Famiglia          | Italie         | 2942    | Coulé               |
| 16 avril 1917     | Anne              | Danemark       | 240     | Coulé               |
| 16 avril 1917     | Endymion          | Empire russe   | 1345    | Coulé               |
| 16 avril 1917     | Towergate         | United Kingdom | 3697    | Coulé               |
| 20 avril 1917     | août              | Empire russe   | 1596    | Coulé               |
| 20 avril 1917     | San Hilario       | United Kingdom | 10157   | Coulé               |
| 22 avril 1917     | Woodward Abrahams | United States  | 744     | Coulé               |
| 24 avril 1917     | Cordelia          | Suède          | 613     | Coulé               |
| 25 avril 1917     | Abosso            | United Kingdom | 7782    | Coulé               |
| 26 avril 1917     | Ehrglis           | Empire russe   | 238     | Coulé               |
| 26 avril 1917     | Hektoria          | Norvège        | 5002    | Coulé               |
| 3 mai 1917        | Emma              | Pays-Bas       | 183     | Capturé comme prise |
| 3 mai 1917        | Concordia         | Pays-Bas       | 173     | Capturé comme prise |
| 4 juin 1917       | Juno              | Norvège        | 1169    | Coulé               |
| 10 juin 1917      | Haulwen           | United Kingdom | 4032    | Coulé               |
| 11 juin 1917      | Teviotdale        | United Kingdom | 3847    | Coulé               |
| 19 juin 1917      | Tunisie           | France         | 3246    | Coulé               |
| 18 septembre 1917 | HMS Glenfoyle     | Royal Navy     | 1680    | Coulé               |
| 28 décembre 1917  | Magellan          | France         | 6265    | Coulé               |
| 27 juillet 1918   | Subadar           | United Kingdom | 4911    | Coulé               |
| 3 août 1918       | Maceio            | Brésil         | 3739    | Coulé               |
| 3 août 1918       | Vouga             | Portugal       | 96      | Coulé               |
| 15 octobre 1918   | Bretagne          | France         | 316     | Coulé               |
| 19 octobre 1918   | Aida              | Portugal       | 93      | Coulé               |